# Damien Margat
Damien Margat, né le 10 avril 1983, est un rameur d'aviron français.

## Palmarès

### Championnats du monde
- 2003 à Milan
  -  Médaille de bronze en huit poids légers
- 2004 à Banyoles
  -  Médaille d'or en huit poids légers